# Koijusaari (ö i Kemi-Torneå, lat 65,87, long 24,26)
Koijusaari är en ö i Finland. Den ligger i Torne älv och i kommunen Torneå i den ekonomiska regionen  Kemi-Torneå  och landskapet Lappland, i den norra delen av landet, 600 km norr om huvudstaden Helsingfors. Öns area är 1,49 kvadratkilometer och dess största längd är 4,2 kilometer i nord-sydlig riktning.